# Laura López Valle
Pour les articles homonymes, voir Laura López et López.
López  Valle est un nom espagnol. Le premier nom de famille, en général paternel, est  López ; le second, en général maternel, souvent omis, est Valle.
Laura López Valle, née le 24 avril 1988 à Valladolid, est une nageuse synchronisée espagnole.

## Carrière
Aux Jeux olympiques de 2008 à Pékin, elle est médaillée d'argent par équipes avec Thais Henríquez, Andrea Fuentes, Alba María Cabello, Raquel Corral, Gemma Mengual, Irina Rodríguez et Paola Tirados.